# بی‌اس‌اس
بی‌اس‌اس (انگلیسی: BSS؛ همچنین با نام بوسوک‌سون (کره‌ای: 부석순) یا سونتین بی‌اس‌اس نیز شناخته می‌شود) اولین زیرگروه از گروه پسرانه اهل کره جنوبی، سونتین است. این گروه در سال ۲۰۱۸ شکل گرفت و متشکل از سه عضو دی‌کی، هوشی و سونگ‌کوان است. گروه در جوایز آرتیست آسیا سال ۲۰۲۳ برندهٔ جایزه بزرگ (دسانگ) شد.

## اعضا
- دی‌کی (도겸) – لیدر[۳]
- هوشی
- سونگ‌کوان